# Carina Berg
Carina Lilly Berg (tidigare: Luuk), född 1 november 1977 i Österåkers församling, Stockholms län, är en svensk programledare i TV och radio.

## Biografi

### Uppväxt och utbildning
Berg växte upp i Österskär i Österåkers kommun och gick estetisk linje på Danderyds gymnasium och gick sedan radiolinjen på Kaggeholms folkhögskola. 

### Radiokarriär
Berg började sin mediaverksamhet på radio efter utbildningen, som på SR:s Radio Västernorrland och var sedan programledare för Morgonpasset i Sveriges Radio P3 tillsammans med Peter Erixon under 2003–2005. Hon var också bisittare i radioprogrammet Lantz i P3. Hon delade programledarskapet med Kristian Luuk för programserien God natt, Sverige 2005. Senare arbetade hon under 2008 och början av 2009 på Mix Megapol, där hon var programledare i programmet Äntligen helg med Breitholtz och Berg tillsammans med Daniel Breitholtz, men ersattes senare av Erika Strand-Berglund. 
Under hösten 2010 och våren 2011 gjorde hon podradio tillsammans med Daniel Breitholtz för magasinet Yourlife. Tillsammans med Jenny Strömstedt gjorde hon under 2012 podsändningen Strömstedt & Berg som sändes på TV4.se och TV4 Play.

### TV-karriär

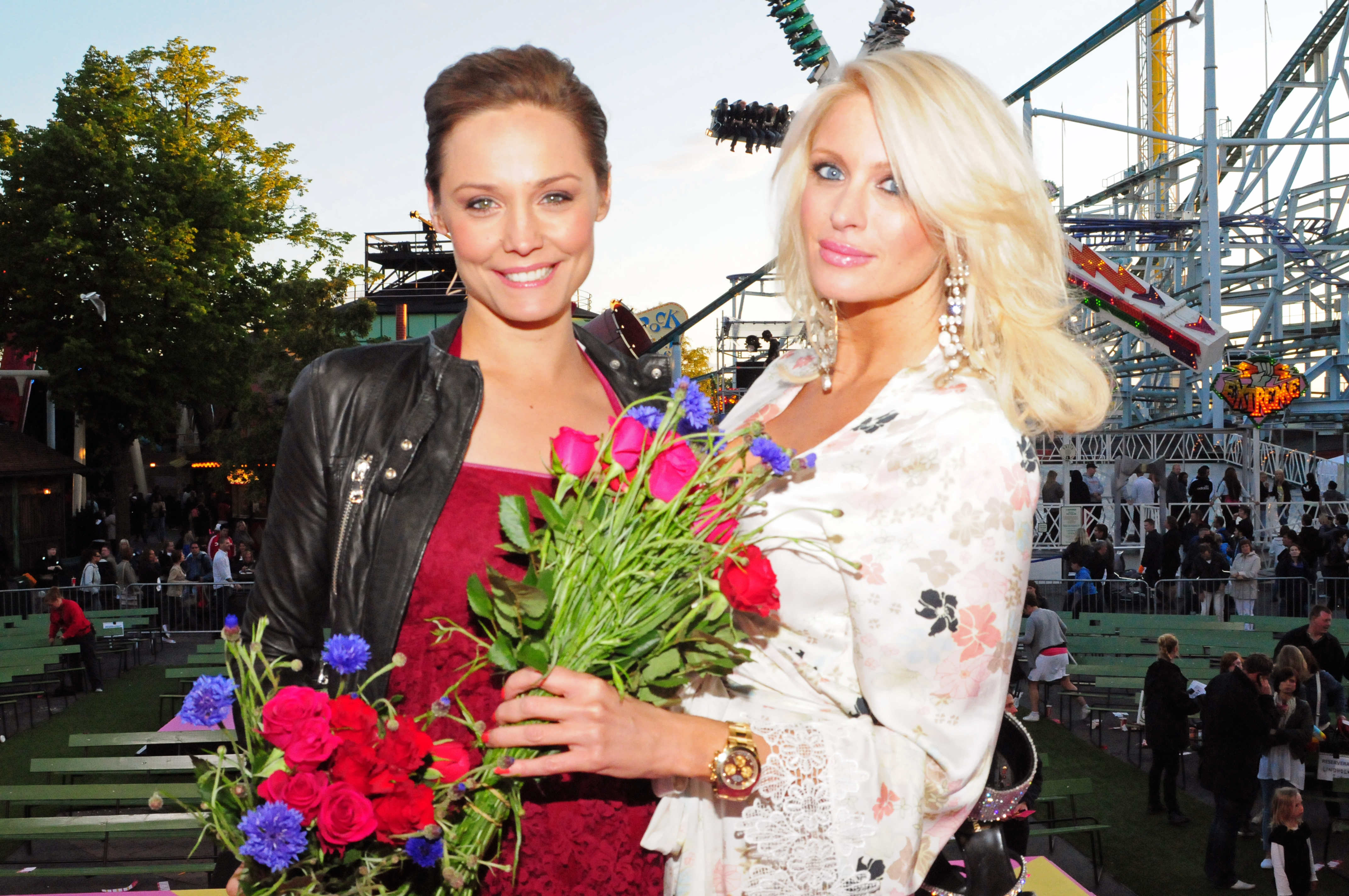
Carina Berg (till vänster) och Carolina Gynning på Grönan under Sommarkrysset 2009.

Efter TV-debuten 2004 som funktionshindrad reporter för CP-magasinet, och senare medverkan i God natt, Sverige 2005, ledde Berg under 2006 det komiska kvinnomagasinet Lilla Vi (tar stor plats...) på TV4. Under våren 2007 var hon en av programledarna i Förkväll, i samma kanal. Under hösten 2007 fortsatte hon med att leda TV4:s Idol tillsammans med Carolina Gynning. De hade hand om auditiondelen av programmet, medan studiodelen leddes av TV-sportprofilen Peter Jihde. Med Carolina Gynning var hon även programledare 2008 för Stjärnor på is i TV4. 2008 utsågs hon till bästa kvinnliga TV-programledare i en omröstning av fjorton TV-chefer i Aftonbladet.
Våren 2009 var hon på samma kanal programledare för Snillen snackar. Berg är huvudpersonen i TV-programmet Berg flyttar in, som handlar om att hon flyttar in hos svenska kändisar i några dagar. Serien gick i fem säsonger under 2008–2012 fram tills det att Berg valde att byta kanal från TV4 till Kanal 5. Under 2012 var Berg programledare för programmet The Voice.
Under 2013 ledde Berg programmet Bergs bärbara talkshow, som sändes på tisdagskvällarna i Kanal 5. Denna talkshow bygger på idén att med flyttbar rekvisita spela in showen på platser och tider som passar kändisarna, och därmed lättare få dem att ställa upp. Andra program som hon lett är Världens tuffaste jobb med Carina Berg  och Bergs drömkåk där tittarna fick följa henne och maken Erik Berg när de renoverade sitt hus.
År 2014 började Kanal 5 sända programserien Berg & Meltzer, som Carina Berg leder tillsammans med Christine Meltzer. De vann tillsammans priset som årets kvinnliga programledare i Kristallen 2015.
Berg var programledare för Melodifestivalen 2024. Under våren 2025 kommer hon dessutom att agera som panelmedlem i Masked Singer, som en av ersättarna till Felix Herngren och Nour El Refai.

#### TV-medverkan
- 2003 – Parlamentet (TV-serie) [8]
- 2004 – CP-magasinet (TV-serie)
- 2005 – God natt, Sverige (TV-serie)
- 2006 – Lilla vi (tar stor plats) (TV-serie)
- 2006–2007 – Förkväll (TV-serie)
- 2007 – Idol (TV-serie)
- 2008 – Stjärnor på is (TV-serie)
- 2008–2012 – Berg flyttar in (TV-serie)
- 2009 – Snillen snackar (TV-serie)
- 2012 – The Voice (TV-serie)
- 2013 – Bergs bärbara talkshow
- 2014 – Berg & Meltzer i Amerika
- 2015 – Berg & Meltzer i Europa
- 2015 – Ett jobb för Berg
- 2015 – Berg & Meltzer på Oscars
- 2016 – Berg & Meltzer i Hawaii
- 2017 – Världens tuffaste jobb med Carina Berg
- 2018–2019 – Helt perfekt (TV-serie)
- 2018 – Sommaren med släkten (TV-serie)
- 2018–2019 – Vem kan slå Anja och Foppa (TV-serie)
- 2019 – Bergs drömkåk (TV-serie)
- 2022 – Bianca (TV-program)
- 2024 – Melodifestivalen 2024 (TV-serie)
- 2025 – Masked Singer Sverige (TV-serie)
- 2025 – Bättre sex (TV-serie)

### Privatliv
År 2008 gifte hon sig med Kristian Luuk, som hon lärt känna 2005 när de delade programledarskapet för programserien God natt, Sverige. Tillsammans har de en son. Paret begärde skilsmässa 2016. Berg gifte sig för andra gången år 2018 med fotbollsspelaren Erik Johansson. Paret har två barn, en son född 2019 och en dotter född 2021.